# Nahavand
Nahavand (en persan: نهاوند , en kurde: Nehawend) est une ville de la province de Hamedan en Iran, également connue sous les noms de Nahavend, Nahawand, Nehavand, Nihavand ou Nehavend.
Elle a été anciennement appelée Laodicée (en grec : Λαοδικεια ; en arabe : Ladhiqiyya), aussi translitéré Laodiceia et Laodikeia, Laodicée en Médie, Laodicée en Perse, Antioche en Perse, Antioche de Chosroes (en grec : Αντιόχεια του Χοσρόη), Antioche en Médie (en grec : Αντιόχεια της Μηδίας), Nemavand et Niphaunda.
Les habitants de Nahavand sont en majorité lors.
La ville fut fondée par Séleucos Ier en Médie en même temps que les deux autres villes hellénistiques de Apamée[Laquelle ?] et Héraclée[Laquelle ?]. Pline l'Ancien la décrit comme étant aux limites de la Médie, et qu'elle fut (re-) fondée par Antiochos Ier.
La ville était le centre de l'empire de Khosro II. Après des revers militaires (vers 540 suivant le sac d'Antioche en 538, il fut forcé de renommer sa capitale "Antiochia".
C'est sur le site de la Bataille de Nahavand en 642 que fut achevée la conquête islamique de la Perse.
On atteste d'une forte présence culturelle karaïte aux VIIe et IXe siècles. Le sage karaïte Benjamin ben Moshe al-Nahawendi a vécu à Nahavand aux VIIIe et IXe siècles. Il est considéré comme l'une des plus grandes autorités de ce mouvement juif scripturaliste, opposé au judaïsme rabbinique traditionnel.